# Delias dixeyi
Delias dixeyi is een vlindersoort uit de familie van de Pieridae (witjes), onderfamilie Pierinae.
Delias dixeyi werd in 1909 beschreven door Kenrick.